# Seedorfer See und Umgebung
Der Seedorfer See und Umgebung ist ein Naturschutzgebiet in der schleswig-holsteinischen Gemeinde Seedorf im Kreis Segeberg.
Das rund 175 Hektar große Naturschutzgebiet ist unter der Nummer 94 in das Verzeichnis der Naturschutzgebiete des Ministeriums für Energiewende, Landwirtschaft, Umwelt, Natur und Digitalisierung eingetragen. Es wurde Anfang 1978 ausgewiesen (Datum der Verordnung: 13. Januar 1978). Zuständige untere Naturschutzbehörde ist der Kreis Segeberg.
Das Naturschutzgebiet liegt südlich des Großen Plöner Sees im Naturpark Holsteinische Schweiz. Es stellt den in einer langgestreckten Rinne liegenden, knapp 76 Hektar großen Seedorfer See und an den See angrenzende Flächen unter Schutz. Der Seedorfer See ist noch weitgehend unberührt. Er ist von weitläufigen, abschnittsweise bis zu 200 Meter breiten Verlandungszonen mit Röhrichten umgeben. An diese schließen sich streckenweise Feuchtgebüsche und Bruchwälder mit Weiden, Erlen, Birken und Eschen sowie Feuchtwiesen und weitere Waldflächen an.
Die Röhrichtzonen werden von Schilf, Rohrkolben und Teichbinsen sowie Seggenriedern gebildet. Sie sind Lebensraum für zahlreiche Tiere. So brüten hier Rohrweihe, Graugans, Rohrdommel, Schilf- und Teichrohrsänger, Rohrammer und Bartmeise. Auch der Eisvogel ist im Naturschutzgebiet heimisch. Der Seeadler nutzt den See für die Nahrungssuche. Für rastende und überwinternde Wasservögel hat der See eine besondere Bedeutung. So sind hier verschiedene Entenvögel und Gänse, Zwergsäger sowie Sing- und Zwergschwan zu finden.
Die von Röhrichten bestandenen Flachwasserzonen sind Kinderstube zahlreicher Fische. Daran schließen sich zur Seeseite in windgeschützten Lagen Bestände der Gelben Teichrose an. Der See ist von üppiger Unterwasservegetation geprägt.
Die überwiegend durch Aufforstungen in den 1920er-Jahren entstandenen Waldflächen im Norden des Naturschutzgebietes werden teilweise noch forstwirtschaftlich genutzt. Die Waldbestände werden dabei zu naturnahem Wald umgewandelt und der Anteil an Alt- und Totholz erhöht. So entstehen Nistmöglichkeiten für Höhlenbrüter wie Spechte, Schellente und Waldkauz.
Das Naturschutzgebiet wird vom Landesjagdverband Schleswig-Holstein betreut. Es grenzt größtenteils an landwirtschaftliche Nutzflächen, im Norden teilweise auch an Wälder.